# La Haute-Maison
La Haute-Maison település Franciaországban, Seine-et-Marne megyében. Lakosainak száma 342 fő (2022. január 1.). La Haute-Maison Pierre-Levée, Sancy, Vaucourtois, Villemareuil, Giremoutiers és Maisoncelles-en-Brie községekkel határos.

## Népesség
A település népességének változása:
| Lakosok száma | 326  | 303  | 312  | 300  | 309  | 318  | 327  | 336  | 342  |
|               | 2013 | 2015 | 2016 | 2017 | 2018 | 2019 | 2020 | 2021 | 2022 |